# Madeline Miller
Madeline Miller (Boston, 24 de julho de 1978) é uma escritora, professora e dramaturga norte-americana. Seu primeiro livro, A canção de Aquiles (2011), levou dez anos para ser finalizado, enquanto Madeline era professora de latim e grego e por ele Madeline ganhou o Orange Prize for Fiction (2012).

## Biografia
Madeline nasceu em Boston, em 1978, ela se mudou para a cidade de Nova Iorque ainda bebê e onde passou boa parte da infância e parte da adolescência. Foi no Metropolitan Museum of Art, na companhia da mãe, que ela começou a se interessa por mitologia, especialmente as egípcia e grega. Quando criança, tinha o sonho de ser veterinária, mas na adolescência pensava em ser terapeuta ou professora.
Mudando-se novamente com a família, ela cursou o ensino médio na Filadélfia. Ingressou na Universidade Brown onde cursou o bacharelado em Literatura Clássica, obtendo o mestrado na mesma área em 2001. Madeline então começou a lecionar latim e grego no ensino médio, além dos clássicos de Shakespeare.
Também estudou na Universidade de Chicago por um ano, onde obteve seu doutorado e entre 2009 e 2010 estudou na Universidade Yale, onde obteve um mestrado em Arte na área de dramaturgia e crítica de drama. Reside em Cambridge, Massachusetts, onde leciona e escreve. Muitos autores e livros foram essenciais para sua formação como escritora. Lorrie Moore, Anne Carson, David Mitchell e Virgílio foram alguns dos mais importantes.

## A canção de Aquiles
A canção de Aquiles foi seu livro de estreia, tendo sido lançado nos Estados Unidos em setembro de 2011. Madeline levou dez anos escrevendo a obra, enquanto lecionava para turmas de ensino médio. A primeira versão do romance foi descartada depois de cinco anos escrevendo e Madeline recomeçou o livro do zero, tentando encontrar a voz perfeita para o narrador. O livro conta a história de amor entre duas figuras mitológicas da obra A Ilíada, de Homero, Pátroclo e Aquiles. A ideia de que os personagens seriam amantes não é nova, sendo já vista e entendida desta forma por cronistas greco-romanos desde a Antiguidade.
Desde que sua mãe leu A Ilíada para ela quando era criança que Madeline ficou interessada na figura de Pátroclo justamente por ser um personagem secundário com grande impacto no desenrolar da Guerra de Troia. Resgatando textos clássicos escritos por Virgílio, Ovídio, Sófocles, Ésquilo, Eurípedes e Apolodoro de Atenas, Madeline conseguiu construir o enredo, além de utilizar os relatos de Aquiles sobre sua amizade de longa data com Pátroclo e seu treinamento militar. Há também algumas citações de Homero no enredo.
O romance de estreia de Madeline ganhou o 17º Orange Prize for Fiction e foi a primeira mulher a ganhar o prêmio. Ele também foi indicado para o Chautauqua Prize de 2013.
No Brasil, o livro é publicado pela editora Jangada e foi lançado em ebook e livro físico em 10 de abril de 2013.

## Circe
Circe é o segundo livro de Madeline, lançado nos Estados Unidos em 18 de abril de 2018. Neste novo romance, Madeline conta a história de Circe, a feiticeira de A Odisseia, de Homero. Filha do Titã Hélio e da ninfa Perseis, Circe é uma criança que vive sozinha na corte do pai, ignorada pelos deuses e titãs que conhece e com quem convive. Ela então busca a companhia de mortais, quando descobre que possui o dom da feitiçaria, o que a leva ao exílio depois de ameaçar o poder dos deuses.
No Brasil, o livro é publicado pela Editora Planeta, selo Minotauro, em 22 de março de 2019.

## Obras publicadas
- A Canção de Aquiles (2011)
- Circe (2018)